# Ceratopsyche abella
Ceratopsyche abella är en nattsländeart som först beskrevs av Donald G. Denning 1952.  Ceratopsyche abella ingår i släktet Ceratopsyche och familjen ryssjenattsländor. Inga underarter finns listade i Catalogue of Life.